# Sergio Navarro
Sergio Raúl Navarro Rodríguez (Santiago del Cile, 20 febbraio 1936) è un ex calciatore cileno, di ruolo difensore.

## Carriera
Con l'Universidad de Chile vinse per tre volte il campionato nazionale (1959, 1962, 1964).

## Palmarès

### Giocatore

#### Competizioni nazionali
- Campionato cileno: 3

Univ. de Chile: 1959, 1962, 1964